# モカ・ディック
モチャ・ディック あるいはモカ・ディック、モッカ・ディック（Mocha Dick）は19世紀前期、太平洋に生息していた悪名高いオスのマッコウクジラの個体の異名。モチャ・ディックは、通常チリ南部のモチャ島近海を回遊していた。通常のマッコウクジラと違い全身が白かった。このクジラは、ハーマン・メルヴィルの名高い小説『白鯨』（1851年）の執筆動機となった。

## 来歴

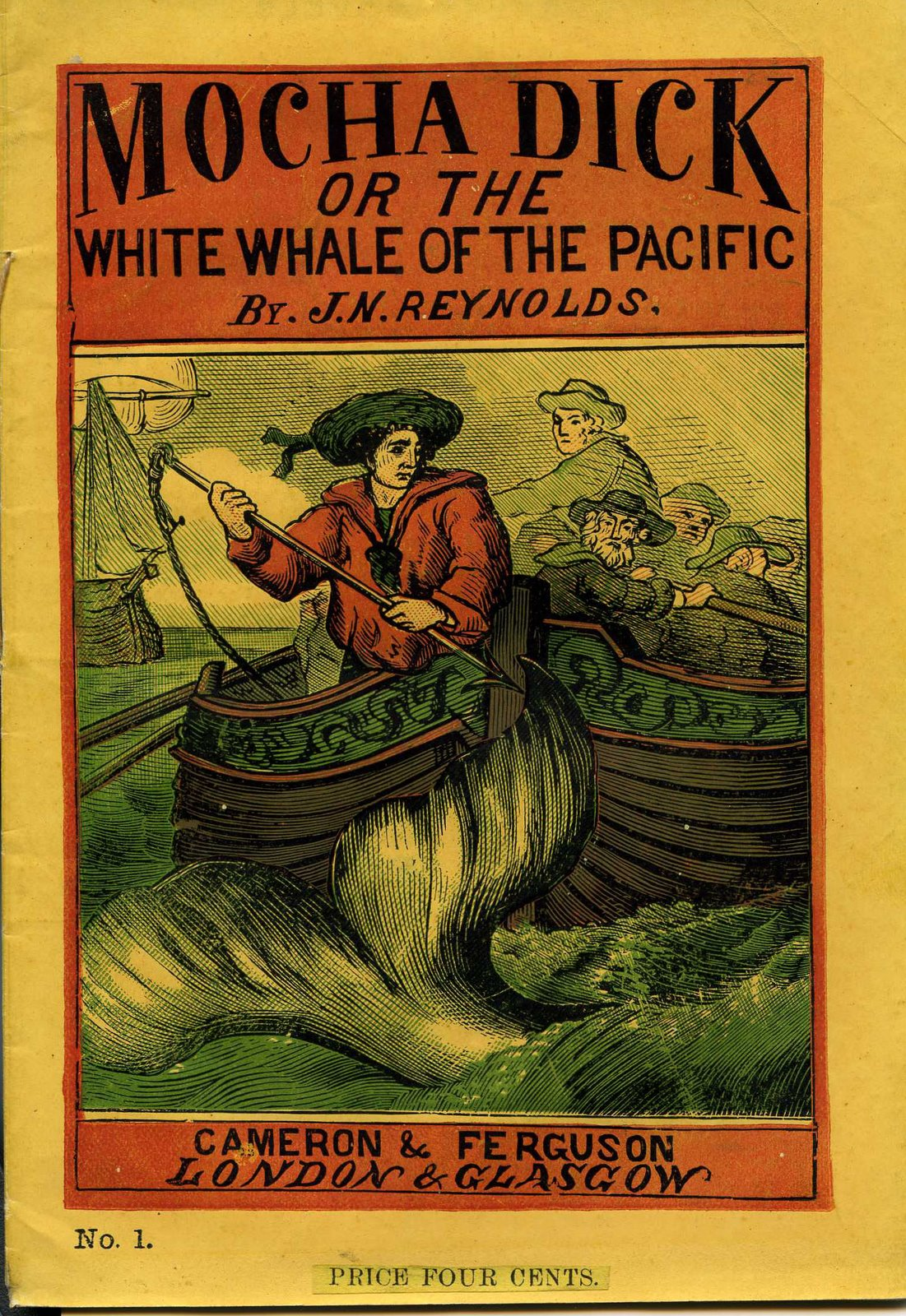
モカ・ディックに関する書籍。

モカ・ディックは、最終的に殺される前まで、少なくとも100回以上の鯨捕りたちとの戦いを生き残ってきた。モカ・ディックは巨大で逞しく、その尾鰭で小さな船程度は難破させることができるほどであった。探検家のJ.N.レイノルズ（en:Jeremiah N. Reynolds）は、モカ・ディックに関する観測記録を集め、『モカ・ディック、または大洋の白鯨 - 1葉の手稿航海日誌』（"Mocha Dick: Or The White Whale of the Pacific: A Leaf from a Manuscript Journal"）を1839年5月に、雑誌「ニッカボッカー」（en:The Knickerbocker）に掲載した。記述では「年老いた雄鯨で、巨体と強さを備え、羊毛のように白い」と書かれている。レイノルズによると、このクジラの頭部はフジツボに覆われていたため、ごつごつした外見を備えていた。モカ・ディックは特有の方法で潮を噴き上げていたともいう。
モカ・ディックは斜め前に潮を噴出する代わりに、鼻を鳴らす音とともに短く激しい一息を吐いた。他のマッコウクジラと同様に、モカ・ディックは鼻から大量の水を規則正しい間隔で多少間をおいて堂々と垂直に噴き上げた。その呼吸は果てしない咆哮となり、あたかも強力な蒸気エンジンの安全バルブから噴出する蒸気を思わせた。
モカ・ディックについては、恐らく1810年より前にモカ島沖で最初に船舶と遭遇し、攻撃を受けた可能性が高い。最初の遭遇を生き残ったモカ・ディックは、その特異な外見と相俟って、ナンタケット島の鯨捕りの間で早々に有名になった。数多くの船長たちは、ホーン岬を巡った後にモカ・ディックの姿を追い求めた。モカ・ディックはしばしば全く温順に振る舞い、時には船体の傍らについて泳ぐほどであった。だが、一旦攻撃を受けるとモカ・ディックは獰猛になって悪賢い仕返しをしたため、捕鯨船の銛打ちたちに広く恐れられた。興奮したときは、モカ・ディックは一度潜水してから海面まで激しく上昇し、時にはその巨大な体躯を完全に中空へと躍り上がらせるほどであった。
レイノルズの記述によると、モカ・ディックは1838年に捕鯨船に殺されそうになって動揺していた幼いクジラを助けようとして出現したところを捕殺されたという。その体長は70フィートに及び、100バレルの鯨油と幾らかの龍涎香が採取できた。同時にその体内からは数本の銛も出てきた。
モカ・ディックは、史上唯一存在した白鯨ではないことが明白になっている。あるスウェーデンの鯨捕りは、1859年にブラジル沿岸沖で非常に年老いた白鯨を捕獲した経験があると主張している。ウィップルは、ナンタケット島には1902年に白鯨に銛を打ち込んだと主張する人物が1954年の時点で生存していたと報告を残している。さらに1952年のタイム誌は、ペルーの沖合において白鯨に銛を打った話を報道した。
1991年以来、オーストラリアの近海では白いザトウクジラの目撃証言があり、このクジラは「Migaloo」の愛称で呼ばれている。その他、地中海のサルデーニャ島の周辺では、2006年と2015年に白色のマッコウクジラが確認されている。